# Angelique Rockas

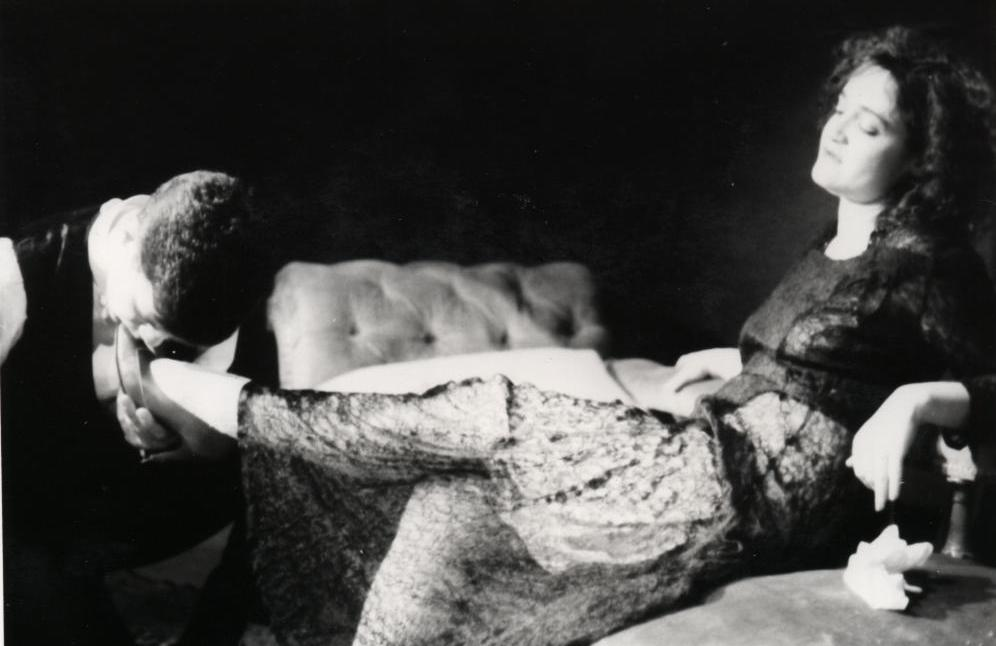
Angelique Rockas als Julie und Garry Cooper als Jean in Fräulein Julie

Angelique Rockas (geboren am 31. August 1951 in Boksburg, Provinz Transvaal, Südafrika) ist eine südafrikanische Schauspielerin und Theaterproduzentin griechischer Abstammung. In den 1980er Jahren produzierte sie in London mit dem von ihr geleiteten Internationalist Theatre Stücke mit multiethnischen Schauspielern.

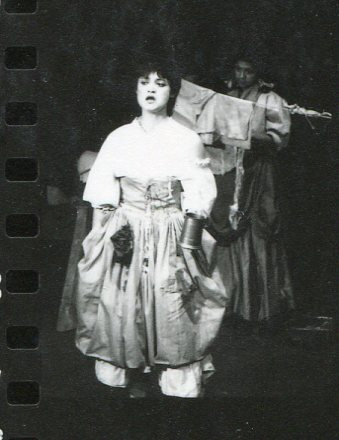
Angelique Rockas als Yvette in Mutter Courage und ihre Kinder

## Herkunft und Ausbildung
Rockas wurde in Boksburg, Südafrika, geboren und wuchs dort auf. Sie hatte drei Geschwister, die den orthodox-christlichen Traditionen und dem griechischen Kulturerbe folgten. Sie erhielt ihre frühe Ausbildung an der St. Dominic’s Catholic School für Mädchen in Boksburg und erwarb später einen BA Honours Degree in englischer Literatur mit Schwerpunkt Philosophie an der Witwatersrand-Universität in Johannesburg, wo sie eine Zeitgenossin von Barbara Hogan war. Nach ihrem Abschluss absolvierte Rockas einen Schauspielkurs an der Drama School der Universität Kapstadt unter der Leitung von Robert Mohr. Mit George Bizos nahm sie am 25. März 1970 an einer Feier zum Unabhängigkeitskrieg in Griechenland teil. Bizos nannte sie „l’enfant terrible“ wegen ihrer Ablehnung des Status quo. Er wurde zu ihrem Vorbild, was zu der Gründung des Internationalist Theatre führte. Rockas erschien am 5. Juni 1970 wegen einer Spendenaktion für die Saheti School, einer griechischen Schule in Germiston, auf der Titelseite der südafrikanischen Zeitung The Star.

## Theaterschauspiel
Rockas begann ihre Schauspielkarriere an dem Theatro Technis in London, wo sie in Stücken wie Oh Democracy, Prometheus Bound und Medea und in politischen Stücken in griechischer und in englischer Sprache spielte. Rockas erhielt als Schauspielerin für ihre Interpretation von Rollen wie der Yvette in Mutter Courage und ihre Kinder von Bertolt Brecht oder der Carmen in Der Balkon von Jean Genet gute Kritiken. Ihre Darstellung in Medea wurde als extrem wendig beschrieben. Sie spielte auch die Emma in El Campo von Griselda Gambaro, von BBC Latin American Service als „magistralmente“ bezeichnet. Ihre Darstellung von Strindbergs Fräulein Julie als griechisch aussehende Aristokratin wurde als eine Leistung beschrieben, die „große Dimensionen in die Figur bringt“.

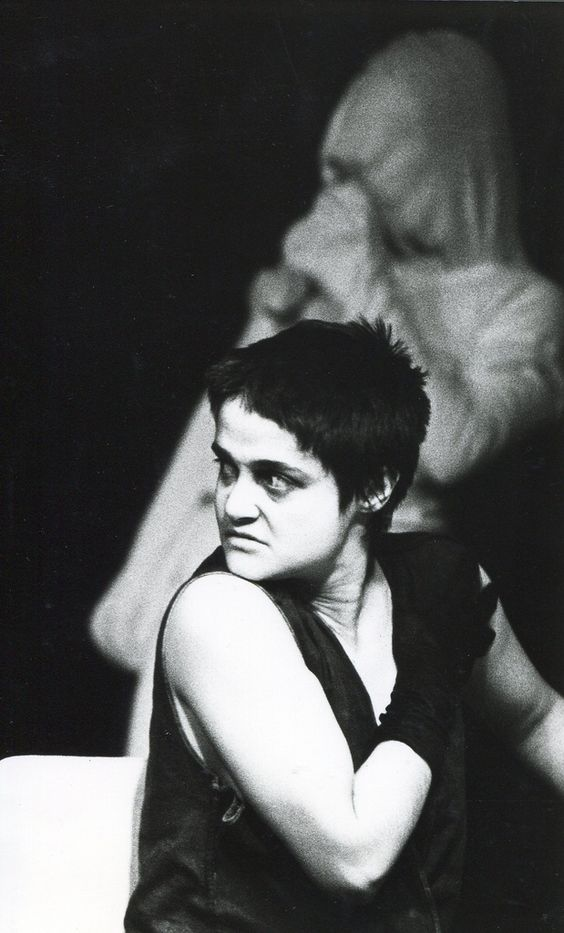
Angelique Rockas als Emma in El Campo von Griselda Gambaro

Tis Pity She`s A Whore ist Rockas erste Theaterproduktion unter dem Banner des New Theatre.

## Internationalistisches Theater
Rockas leitete das Internationalistische Theater, an dem seit 1981 die Theaterstücke Le Balcon (Der Balkon) von Jean Genet, El Campo (Das Lager) von Griselda Gambaro, Mutter Courage und ihre Kinder von Bertolt Brecht, Liola von Luigi Pirandello, In the Bar of a Tokyo Hotel (In der Bar eines Tokio Hotels) von Tennessee Williams, Fräulein Julie von August Strindberg und Feinde von Maxim Gorki mit Schauspielerinnen und Schauspielern, die von vielen unterschiedlichen Völkern stammten, inszeniert wurden.
Die Inszenierung von Der Balkon wurde in der Theaterzeitschrift The Stage mit Künstlern unterschiedlicher kultureller Hintergründe angekündigt, etwa mit der aus Sierra Leone stammenden Schauspielerin Ellen Thomas in der Rolle der Madame Irma.

## Filmschauspiel
- Wartungstechnikerin in Outland – Planet der Verdammten von Peter Hyams, 1981[31]
- Nereida in Oh Babylon von Kostas Ferris, 1989[32]
- Miss Ortiki in Emmones Idees (Fixe Ideen) (TV-Serie), 1989[33][34]
- Henrietta in Hexen hexen von Nicolas Roeg, 1990

2011 hat Rockas an ihren eigenen Filmprojekten mit Contemptus Mundi Film gearbeitet.

## Archiv
- Angelique Rockas Archive  British Library
- Akademie Der Kunste  Angelique Rockas